# 美因河畔法蘭克福路面電車

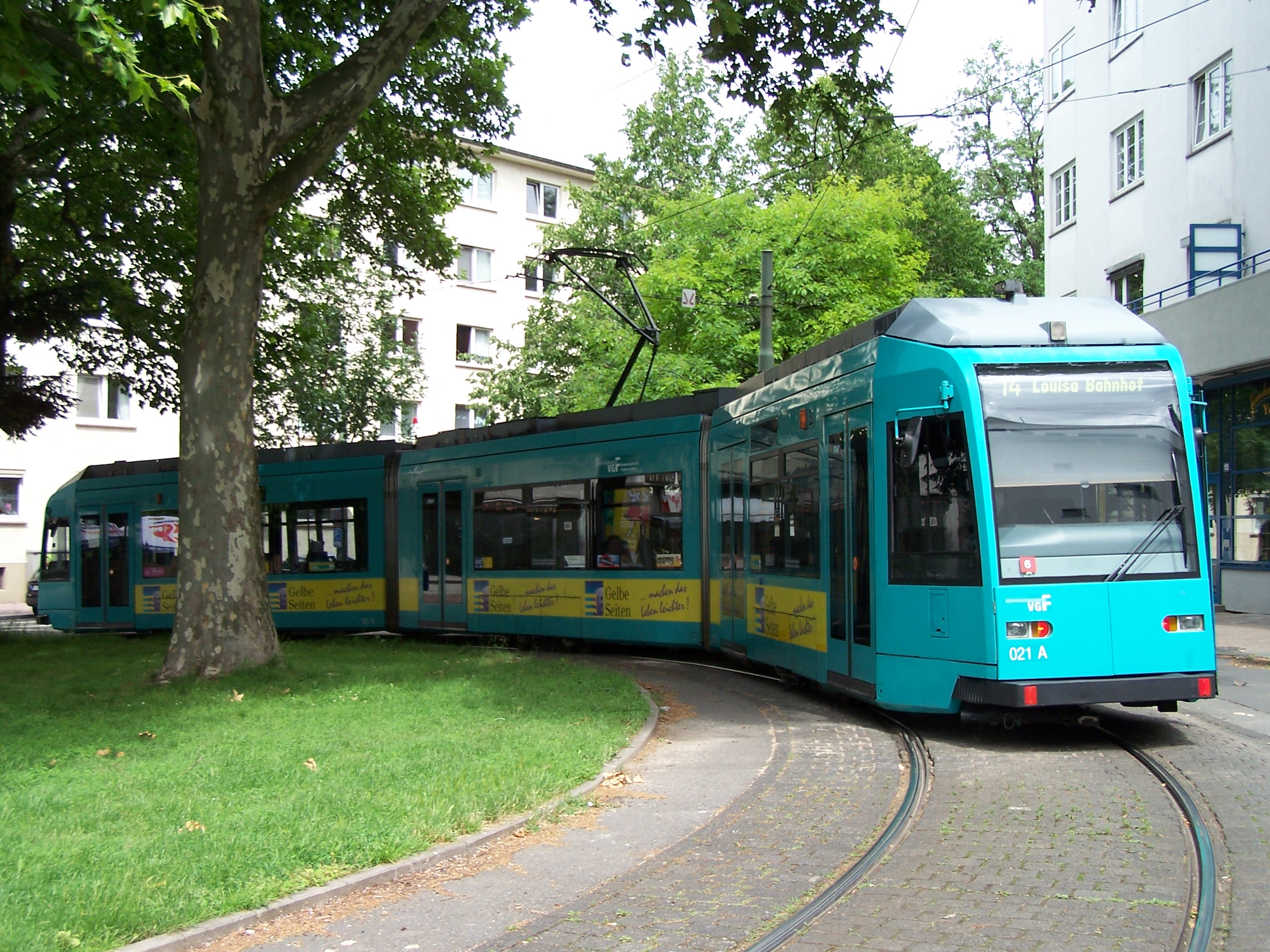
美因河畔法蘭克福R型電車021號，在博恩海姆 (美因河畔法蘭克福)的Ernst-May-Platz，2007年

美因河畔法蘭克福電車（德語：Straßenbahn Frankfurt am Main），是德國黑森州城市美因河畔法蘭克福的有軌電車系統，也是該市公共交通系統的一部分。
截至2012年，共有10條電車路線，以及兩條特殊路線和一條遺產旅遊電車路線。該系統整合到法蘭克福地鐵中，兩系統可共用軌道。2012年，該系統有136個站點，總路線長度為67.25公里（41.79英里）。

## 外部連結
- Verkehrsgesellschaft (vgF) Frankfurt - official site （页面存档备份，存于） （德語）
- Trampage Frankfurt （页面存档备份，存于） （德語）